# 絨鮋
絨鮋（学名：Erisphex pottii），又名虻鮋、蜂鮋、虎魚，为輻鰭魚綱鮋形目鮋亞目絨皮鮋科絨鮋屬下的一个种，為溫帶海水魚，分布於西太平洋日本及朝鮮半島南部海域，體長可達12公分，棲息在砂泥底質淺水域，生活習性不明。